# Gau

Els "gaus" de l'alta edat mitjana vers l'any 1000

Gau (en plural Gaue) és una paraula alemanya que es pot traduir per país i equival al "pagus" llatí. Els gaue foren la divisió administrativa bàsica de la part oriental de l'Imperi Carolingi a l'alta edat mitjana, generalment sota comtes, i més tard dins del regne d'Alemanya i de l'Imperi també sota alguns senyors i vogts (advocats o delegats imperials).
Més endavant, sota el règim nacionalsocialista, es recupera el terme per referir-se a la nova divisió territorial implantada a partir del 1934.
La llista de gaue medievals és la següent:
| Índex A B C D E F G H I J K L M N O P Q R S T U V W X Y Z |

## A
- Aachengau centrat a Aachen (Aquisgrà)
- Aargau (Argòvia)
- Ahrgau, regió de l'Ahr a Renània-Palatinat
- Affagau, terres de Zwiefalten, Riedlingen, Hayingen
- Agradingau terres del districte d'Emsland i Teil dels Països Baixos (Westerwolde), entre Aschendorf i Meppen.
- Albgau o Alpgau al Marcgraviat de Baden, entre Wutach, Selva Negra, Hochrhein i Baar, anomenada pel riu Alb
- Albegau[1] al riu Meurthe
- Allgäu al sud-oest de Baviera i sud-est de Baden-Württemberg
  - Oberallgäu
  - Unterallgäu
  - Ostallgäu
  - Westallgäu
- Almango al nord del Nithersi, est de l'Angeron, sud del Patherga
- Altgau, Bad Tennstedt i Großfurra
- Alzettegau[1] a l'Alzette a Luxemburg
- Ambergau al nord-oest de el Harz
- Ammergau a l'Alta Baviera
- Ammergau avui districte d'Ammerland
- Angeron (o Angerngau), al nord-oest de l'Ittergau (també Nithersi)
- Anglachgau, a la dreta de la vall del Rin entre Rastatt i Mannheim
- Antisengau
- Apphagau a Suàbia
- Ardennengau o País de les Ardenes a Alemanya, Bèlgica i Luxemburg
- Arfeld
- Argengau la regió de l'Argen
- Aringo
- Aschfeld
- Astfala (també Astfalia, Hastfala, Ostfalengau), al nord de Hildesheim, i oest de Braunschweig
- Attergau a l'Alta Àustria
- Auelgau, al sud-est de Bonn
- Augangau
- Augau a l'oest del Nethegau
- Augstgau a Baviera, Augsburg i el Lech
- Augstgau al sud del Rin i sobre Basilea amb centre a Augst
- Avalgau

## B
- Bachgau
- Badanachgau
- Balsamgau (Gau Balcsem, a Saxònia-Anhalt)
- Baringau sud-oest de Meiningen)
- Balvengau
- Betuwe (a Gelderland, Països Baixos)
- Bardengau (àrea de Lüneburg)
- Bargengau (a Biel/Bienne i Berna a Suïssa)
- Bertoldsbaar
- Bidgau o Bitgau[1] centrat a Beda, avui Bitburg)
- Binagau, també Bunnahagau
- Bliesgau[1] al Blies (afluent del Saar)
- Bonngau (centrat a Bonn)
- Borgelngau
- Bracbanti a Westfàlia
- Breisgau (sud de Baden)
- Brettachgau (districte de Heilbronn, a Baden-Württemberg)
- Brukterergau
- Buchonia (a l'àrea de Rhön, Spessart i Vogelsberg)
- Buchsgau (al nord-oest de Suïssa (entre la Serralada del Jura i l'Aare)
- Budissin (Bautzen)
- Bukkigau a Schaumburg, Baixa Saxònia
- Bunnahagau vegeu Binagau
- Bulderngau
- Burichingagau (a Suàbia, districtes de Reutlingen i Sigmaringen)
- Bursibant (al Rin, àrea de Münsterland)

## C
- Chiemgau (Alta Baviera)
- Chutizi (a Leipzig)
- Ciervisti (a Zerbst)
- Circipani, a Mecklemburg-Pomerània
- Coledizi (Saxònia-Anhalt, àrees de Halle i Köthen)

## D
- Daleminzi (també Meissen)
- Derlingau o Darlingau, a l'est de Braunschweig)
- Dersagau o Dersigau, entre el Vechta i el Damme (Dümmer)
- Desseri (també Dasseri), al Dosse
- Deutzgau (a Colònia, a la riba esquerra enfront del Kölngau)
- Dobnagau a Vogtland
- Donaugau (Gegend, Straubing i Deggendorf a Baviera)
- Drachgau (a Gmünd)
- Dreingau (a Münsterland, triangle entre Greven, Lippstadt i Lünen)
- Dreinigau a Saxònia
- Drentgau a Westfàlia
- Ducharin (també Thucharin o Tucherini), a Teuchern a Saxònia-Anhalt
- Düffelgau (a Clèveris
- Duisburggau (vegeu Ruhrgau)
- Durgouwes, vegeu Mürztalgau
- Duriagau a Suàbia

## E
- Eichelgau[1] al Eichel (afluent del Saar)
- Eichsfeld
- Eifelgau
- Einrichgau a Katzenelnbogen
- Elsenzgau, àrea de l'Elsenz al Baden septentrional
- Elsgau (al nord del cantó del Jura)
- Emsgau (a la desembocadura de l'Ems)
- Engersgau (marge dret del riu Rin mitjà i el Westerwald)
- Enggau
- Engilin a Turíngia central
- Ennstalgau, a Estíria
- Enzgau a Württemberg septentrional i l'Enz
- Erchgau a Württemberg meridional, i el Donau
- Erdagau a Hessen
- Eriggau
- Ertgau, també Eritgau

## F
- Flachgau (a Salzburg)
- Flenithi o Flenithigo, també Flenthigau a la regió de Gandersheim/Winzenburg
- Filsgau a Suàbia i el riu Fils
- Flutwidde (Städtedreieck Celle, Burgdorf i Peine
- Volkfeldgau o Folkfeld a Francònia
- Frickgau àrea del Rin i Aare al Fricktal
- Friesach (a Caríntia i Estíria)
- Friesenfeld
- Frithenigau

## G
- Gandesemigau
- Gartachgau a Württemberg septentrional i el Neckar
- Gäu (Baden-Württemberg)
- Gäu (a Soleure o Solothurn)
- Genfer (a Suïssa)
- Gerbercensis[1] nom llatí per la zona al nord-oest de Metz i de l'Orne
- Germar-Mark (o Germara-Mark) a Hessen Oriental i Turíngia
- Geraha a Turíngia
- Gillgau al nord-oest de Colònia (Alemanya)
- Glehuntare a Suàbia
- Glemsgau a Württemberg septentrional al riu Glems
- Goe auf der Hamel, al nord de Hameln
- Gollachgau
- Goßfeld o Grossfeld a Francònia
- Gotzfeldgau, segurament a Hessen meridional
- Grabfeld a Grabfeldgau (a la frontera entre Baviera i Turíngia; Schweinfurt es troba a la part més meridional de la comarca)
- Grönegau a Osnabrück
- Gudingau o Gud(d)ingo
- Gunzwiti, a l'oest de Traisen a Baixa Àustria

## H
- Haduloha
- Haigergau a Haiger, a l'Oberlahngau
- Haistergau a l'alta Suàbia
- Hamaland
- Hardagau
- Harzgau al Harz
- Hasegau a Löningen al Münsterland
- Haspengau a Bèlgica, entre Lieja i Hasselt
- Hassegau a Mansfeld, Naumburg, Halle (Saxònia-Anhalt) i Wettin
- Hassgau a Francònia Inferior)
- Hastfalagau també Astfalia, Hastfala, Ostfalengau al nord de Hildesheim, i oest de Braunschweig
- Hattenhuntare
- Hatterungau Baixa Renània
- Hattuariergau al Niers, entre Gennep i Geldern
- Hegau al Württemberg del sud
- Heilangau Bremervörde, Buxtehude, Harburg, Stade, etc.)
- Helmegau, a Wallhausen i Kelbra
- Hengistgau (Estíria occidental, centrada a Hengistburg/Hengsberg)
- Hennegau, Hainaut, Hennegouw, a Bèlgica
- Hessengau/Hessigau
  - Hessengau de Fritzlar i Kassel
  - Hessengau franc, comarca saxona a l'est i al sud de Baixa Saxònia i Westfàlia
- Hettergau
- Hlidbeki, de Lübbecke a Westfàlia
- Holstengau a Schleswig-Holstein
- Hrecwiti a Westfàlia
- Hunsrückgau
- Huosigau a Baviera
- Husitingau (també Usitigau), a Weimar
- Huygau a Lotaríngia

## I
- Iffgau (sud de Francònia)
- Undrimagau o Ingeringgau (també Undrimagau, àrea de Knittelfeld i Judenburg)
- Illergau al sud-est de Baden-Württemberg i sud-oest de Baviera
- Isengau al riu Isen al sud-est de l'Alta Baviera
- Itongau[1] al riu Nied (afluent del Saar)
- Ittergau (Nithersi) a l'Eder mitjà

## J
- Jagstgau al Jagst
- Jaun (Jauntal, a Caríntia
- Jülichgau (a Jülich, sud-oest de Renania del Nord-Westfàlia)

## K
- Karosgau[1] (Eifel i Prüm)
- Keldachgau (Düsseldorf, Mettmann, part de Solingen, més tard comtat de Berg)
- Kelsgau (districte actual de Kelheim)
- Kimmen (també Kinhem, Kinnin, Kemmenerland, Kennemerland), a Frísia
- Kinziggau (a Hessen)
- Klettgau (Baden meridional i Suïssa septentrional)
- Knetzgau
- Kochergau (també Cochengowe, al riu Kocher a Baden-Württemberg.
- Kölngau, Colònia i la riba esquerra del Rin Colònia (Alemanya), el marge dret va ser el Deutzgau
- Königssondergau (també Königssundragau o Königssundern), domini reial a Wiesbaden
- Kraichgau (Baden septentrional)
- Kroatengau (Gau Chrowati) a Caríntia
- Künziggau (també Künzinggau, Quinzinggau, Chunzengau) al sud-oest de Passau
- Kützgau (de Zülpichgau, format de manera separada el 898)

## L
- Largau
- Laargau regió del Weser a Hoya
- Lahngau (àrea del Lahn a Hessen amb Gießen, Marburg an der Lahn i Wetzlar, terres ancestrals dels Conradians)
  - Niederlahngau o Unterlahngau
  - Oberlahngau (a Marburg an der Lahn)
- Längwitzgau a Turíngia
- Leinegau (part inferior del Leine també coneguda com a Loingau)
- Leobengau (a Leoben, Estíria)
- Lerigau (Baixa Saxònia)
- Liergau (també Liergewe, Leraga, o Leragau, entre Fuhse i Oker)
- Liesgau a Baixa saxònia, a l'oest d'Harzvorland
- Liezizi
- Linzgau (sud de Baden-Württemberg)
- Lobdengau (est de Mannheim, nord de Heidelberg) i Ladenburg
- Lochtropgau (a Sauerland)
- Loingau
- Lommegau (a Namur)
- Lommatschgau a Bèlgica?
- Lungau (part de les terres de Salzburg)
- Lurngau (a Caríntia)
- Lüttichgau (àrea al voltant de Lieja

## M
- Maasgau, oest de Maas i Maastricht
- Maifeld
- Maingau, abans Monichgowe, a Aschaffenburg, Dieburg i Frankfurt del Main
  - Bachgau
  - Rodgau
- Marstemgau (a Hannover)
- Mattiggau a Innviertel (Alta Àustria) i Mattighofen
- Maulachgau (o Mulachgau)
- Mayenfeldgau (Osteifel), vegeu Maifeld
- Methingau[1] (francès Matois, entre Longwy i Briey
- Metzgau[1] entorn de Metz
- Milzan, o Milsini, a Alta Lusàcia
- Moringen
- Moselgau[1] al Mosel·la a Thionville
- Mühlgau entre Maas i Niers
- Munachgau
- Munigiseshuntare (a Münsingen (Württemberg))
- Murizzi (al Müritz)
- Murrgau a Württemberg septentrional i el Murr
- Mürztalgau, Durgouwes (Estíria)

## N
- Nabelgau a Turíngia
- Nahegau[1] al riu Nahe
- Neckargau
- Neletizi
- Netgau vegeu Nethegau)
- Nethegau a Brakel i Bad Driburg a Westfàlia
- Netragau
- Nibelgau (sud-est de Baden-Württemberg)
- Niddagau (àrea del riu Nidda al Hessen central, Friedberg i Bad Homburg)
- Niebelgau (sud-est de Baden-Württemberg)
- Niederlahngau a Limburg
- Niedgau[1] al riu Nied (afluent del riu Saar)
- Nielitizi
- Nisangau (Gau Nisane) (sud de Dresden)
- Nizizi (Àrea compresa entre els rius Elba, Mulde i Elster Schwarze)
- Nithersi, vegeu Ittergau
- Nordgau (Baviera al nord del Donau)
- Nordgau a Alsàcia
- Nordthüringgau (també Nordthüringengau)
- Norital (Inntal, Wipptal i Eisacktal)

## O
- Oberlahngau
- Oberrheingau (sud de Hessen)
- Ochsenfurter (a Ochsenfurt a la baixa Francònia)
- Odangau (a Villip, Werthhoven, Oedingen i Unkel
- Orlagau a Saalfeld, Turíngia
- Ortenau (també Mortenau, a Baden)
- Osterwalde (a l'Altmark)
- Osterburg a Weserbergland
- Ostergau a Turíngia

## P
- Padergau, a Paderborn
- Perfgau (a Hessen al districte de Marburg-Biedenkopf)
- Pfinzgau (al Pfinz a l'est de Karlsruhe)
- Pfullichgau
- Phirnigau
- Pinzgau (part de les terres de Salzburg)
- Plisni (Pleissen)
- Plumgau avui Spessart
- Polabi, a Ratzeburg
- Pongau (part de les terres de Salzburg)
- Prättigau (al cantó dels Grisons)
- Puonzowa a Zeitz
- Pustertal

## Q
- Quesizi (al districte de Delitzsch a Saxònia)
- Quinzinggau (avui Künzinggau)

## R
- Radenzgau (Francònia inferior)
- Rammachgau (nord de l'alta Suàbia)
- Rangau (a Nuremberg)
- Rebgau (a l'Alta Àustria)
- Rheingau (a Wiesbaden i Darmstadt)
- Riesgau (a Nördlingen)
- Ringgau
- Ripuariergau (sud-oest de Bonn amb Rheinbach i Münstereifel)
- Rittigau (a Northeim, sud de la Baixa Saxònia)
- Rizani
- Rizzigau[1] llatí Pagus Reciensis i vicus Ricciacum a Dalheim 10 km a l'oest de Remich a Luxemburg
- Rosselgau[1] al Rossel (afluent del Saar)
- Rottgau, també Rotagau o Rottachgau (a Passau)
- Rurgau (àrea del Rur a Renània del Nord-Westfàlia, regió d'Aachen)
- Ruhrgau (o Duisburggau també anomenat modernament el Ruhr, amb Duisburg i Essen))
  - Alerta: Rurgau i Ruhrgau es confonen sovint en la literatura antiga.

## S
- Saalgau a Hammelburg
- Saalegau a Turíngia
- Saargau[1] (Alt Saargau amb Sarrebourg al riu Saar)
- Saargau[1] (Baix Saargau amb Wallerfangen al riu Saar)
- Salzgau (comecia Saltga, pagus Saltgo; a Salzgitter)
- Salzgau a Bad Neustadt a Francònia
- Salzburggau (Flachgau i Tennengau a Àustria, Rupertiwinkel i Reichenhall a Baviera)
- Sanntalgau (més tard comtat de Cilli)
- Sauergau[1] al riu Sauer a Luxemburg
- Scarponagau[1] (francès Scarponnois o Scarponois), derivat del vicus Scarpona a Dieulouard i el Mosel·la entre Toul i Metz
- Schefflenzgau a Württemberg, Odenwald
- Scherragau, a Ebingen, Spaichingen, Tuttlingen
- Schozachgau, a Württemberg del nord, al riu Schozach
- Schussengau a l'alta Suàbia
- Schwabengau, part oest de Saxònia-Anhalt
- Schweinachgau Àrea de la part a l'oest del Danubi, a Passau (Baviera)
- Schwerzgau a Württemberg meridional, amb Allmendingen
- Scotelingo o Scotelingen, oest i nord-oest de Hildesheim
- Seillegau[1] en francès Saulnois, al Seille (afluent del Mosel·la) i Salzburgen
- Senonagischer, Francònia
- Gau Serimunt entre el Saale, Mulde, Elba i Fuhne
- Sisgau (nord-oest de Suïssa)
- Siusili (també Susali) al riu Mulde a Saxònia
- Skopingau a Schöppingen, Münsterland
- Sornegau a la riba esquerra del Rin, al sud de Basilea
- Speyergau a Speyer
- Stevergau a Coesfeld, Münsterland
- Stormarn Schleswig-Holstein
- Strohgau a Leonberg, Württemberg occidental)
- Strudengau, Baixa Àustria
- Sturmigau, districte de Verden; de Hoya just al riu Weser a la part oriental del comtat de Verden
- Sualafeldgau, Baviera)
- Südthüringengau, també Südthüringgau
- Suilbergau, també "Suilberigavvi" o Sülberggau), a l'oest del Leine i Einbeck a Baixa Saxònia
- Sülchgau o Sülichgau (Suàbia, a Rottenburg am Neckar, districte de Tübingen)
- Sulmgau, a Neckarsulm
- Sundergau, Baviera
- Sundgau (Alta Alsàcia)
- Swistgau (a la part superior del Swist al nord-est d'Eifel)

## T
- Taubergau (sobre l'actual cercle de Main-Tauber, però sense Wertheim)
- Tennengau (part de les terres de Salzburg)
- Threcwiti (est del Heiligen Meeres)
- Thurgau (Turgòvia)
- Nordthüringgau (a Turíngia)
- Tilithigau (a Bad Pyrmont, al sud de Baixa saxònia)
- Traungau (entre Hausruck i l'Enns, a l'Alta Àustria)
- Trechirgau (sud del Mosel·la, oest del Rin
- Triergau[1] (Saar - Mosel·la vora del Merzig, de Wintrich i després la Selva Negra)
- Tullifeld (nord-est del Wasserkuppe a l'est de Turíngia

## U
- Ufgau (Baden central)
- Undrimagau (també Ingeringgau, àrea de Knittelfeld i Judenburg
- Utisigau (Husitingau), a Weimar

## V
- Valingau amb Kemme a Schellerten Burg Poppenburg a Burgstemmen, 1049 al comtat de Bruno de Brunswick
- Valothungo
- Veluwe a Niederlanden
- Venkigau, també anomenat Fenkiongau, a l'est del districte de Bursibant
- Venzigau
- Verdungau[1] a Verdun (Mosa) i el Mosa
- Viehbachgau (al baix Isar, àrea de Landshut)
- Vinschgau (o Vintschgau, medieval Finsgowe, al sud del Tirol)
- Volkfeldgau àrea del Main (Francònia Inferior) amb Bamberg

## W
- Wachau (Baixa Àustria)
- Waldgau (Vaud, Suïssa)
- Waldsassengau a Francònia Inferior (part oriental de la Spessart i l'àrea entre Mainviereck i Maindreieck)
- Waldsati (entre Bremen i Zeven)
- Walgau (Vorarlberg)
- Wallis (Valais, Suïssa)
- Wallerfangen[1] comtat al Saar mitjà
- Wangen antic districte
- Warnabi
- Wasgau (Pfälzer Wald, o Bosc Palatí), Vosagus (Vosges)
- Watergau a Turíngia
- Wavergau (també Wabergau, Woëvregau,[1] part del gran territori de Wabr(i)a (Woëvre) entre el Maas i el Mosel·la)
- Wehsigau
- Weitagau a Westfàlia
- Werinofeld a Turíngia
- Werngau a Hessen
- Westergau (a Freising, Baviera)
- Westergau a Turíngia
- Westfalengau (entre el Ruhr i el Lippe, a l'est de Westfàlia
- Wetagau a Turíngia
- Wetigau (a Schwalenberg a cercle de Lippe)
- Wetterau (abans Wettergau o Wettereiba/Veteràvia)
- Wigmodi (Wigmodia, Wigmodien) al nord de Bremen
- Wingarteiba al cercle de Neckar-Odenwald
- Wiehegau, a Turíngia
- Wippergau a Turíngia
- Wittingau
- Wonnegau a Worms
- Wormsgau (Wormsfeld o Wormsfeldgau,[1] a l'oest de Worms)
- Würmgau a Württemberg al riu Würm

## Z
- Zabergäu a Württemberg septentrional, al Zaber
- Zemzizi
- Zirzipanien, al voltant del llac Teterower a l'oest de Mecklenburg-Pomerània
- Zistanesfeld (també Zitilinesfeld) cap a Marburg i Pettau (Baixa Estíria)
- Zizizi, probablement equivalent al Gau Ciervisti avui dia Zerbst a Saxònia-Anhalt
- Zwikowe a Saxònia occidental
- Zülpichgau (a Zülpich, sud-oest de Renània del Nord-Westfàlia)
- Zürichgau (a Zúric)